# Логачов Володимир Володимирович
Володи́мир Володи́мирович Логачо́в — полковник Збройних Сил України, учасник російсько-української війни.

## Життєпис
Станом на березень 2017 року — заступник командира авіаційної ескадрильї, 299-та бригада тактичної авіації.

## Нагороди
- орден «Богдана Хмельницького» III ступеня (19.07.2014) — за особисту мужність і героїзм, виявлені у захисті державного суверенітету та територіальної цілісності України[1];
- орден Данила Галицького (20.02.2025) — за особисту мужність, виявлену у захисті державного суверенітету та територіальної цілісності України, самовіддане виконання військового обов’язку[2].